# Top Five
Top Five è un film del 2014 diretto e interpretato da Chris Rock.

## Trama
Il famoso comico Andre Allen decide di diventare un attore impegnato quando la sua fidanzata annuncia il loro matrimonio.

## Riconoscimenti
- 2015 - MTV Movie Awards[1][2]
  - Nomination - Miglior momento "Ma che ca...!" a Rosario Dawson e Anders Holm
  - Nomination - Miglior performance comica a Chris Rock